# Militärflugplatz Monte Real

i7
i11
i13
Der Militärflugplatz Monte Real (port.: Base Aérea de Monte Real) ist ein Militärflugplatz der portugiesischen Luftstreitkräfte Força Aérea Portuguesa (FAP), die ihn offiziell als Base Aérea Nº5 (BA5) bezeichnet. Er liegt südwestlich Monte Reals und ist die Haupteinsatzbasis der F-16 Mehrzweckkampfflugzeuge Portugals.

## Geschichte

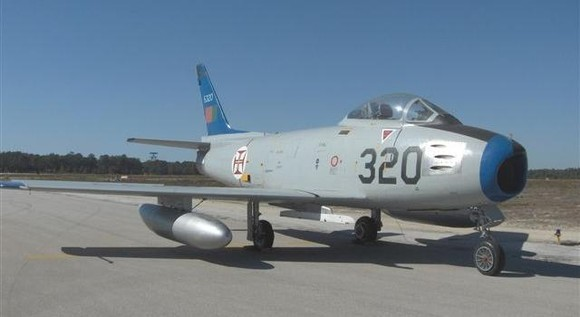
F-86F der FAP

Das Gelände der heutigen Basis diente als Flugfeld des "Aero Clubed de Leiria". Nach Ausbruch des Zweiten Weltkrieges erweckte das Gelände das Interesse des Militärs, das den Bau eines Militärflugplatzes initiierte, auf dem 1948 die erste Flugbewegung stattfand.
Er wurde zunächst kaum genutzt, letztendlich aber zwischen 1957 und 1959 fertiggestellt und 1959 eröffnet. Monte Real wurde Heimat von zwei Staffeln F-86F Tagjägern. Zusätzlich lagen hier ab 1966 G.91, ab 1974 T-33 und ab 1977 auch noch T-38 Trainingsflugzeuge.
Die F-86 wurden bis 1980 geflogen und ein Jahr später trafen die ersten A-7P Jagdbomber in Monte Real ein. Der Zulauf der A-7 zog sich bis 1984 hin und im gleichen Jahr wurde der Platz offiziell ein NATO-Flugplatz.

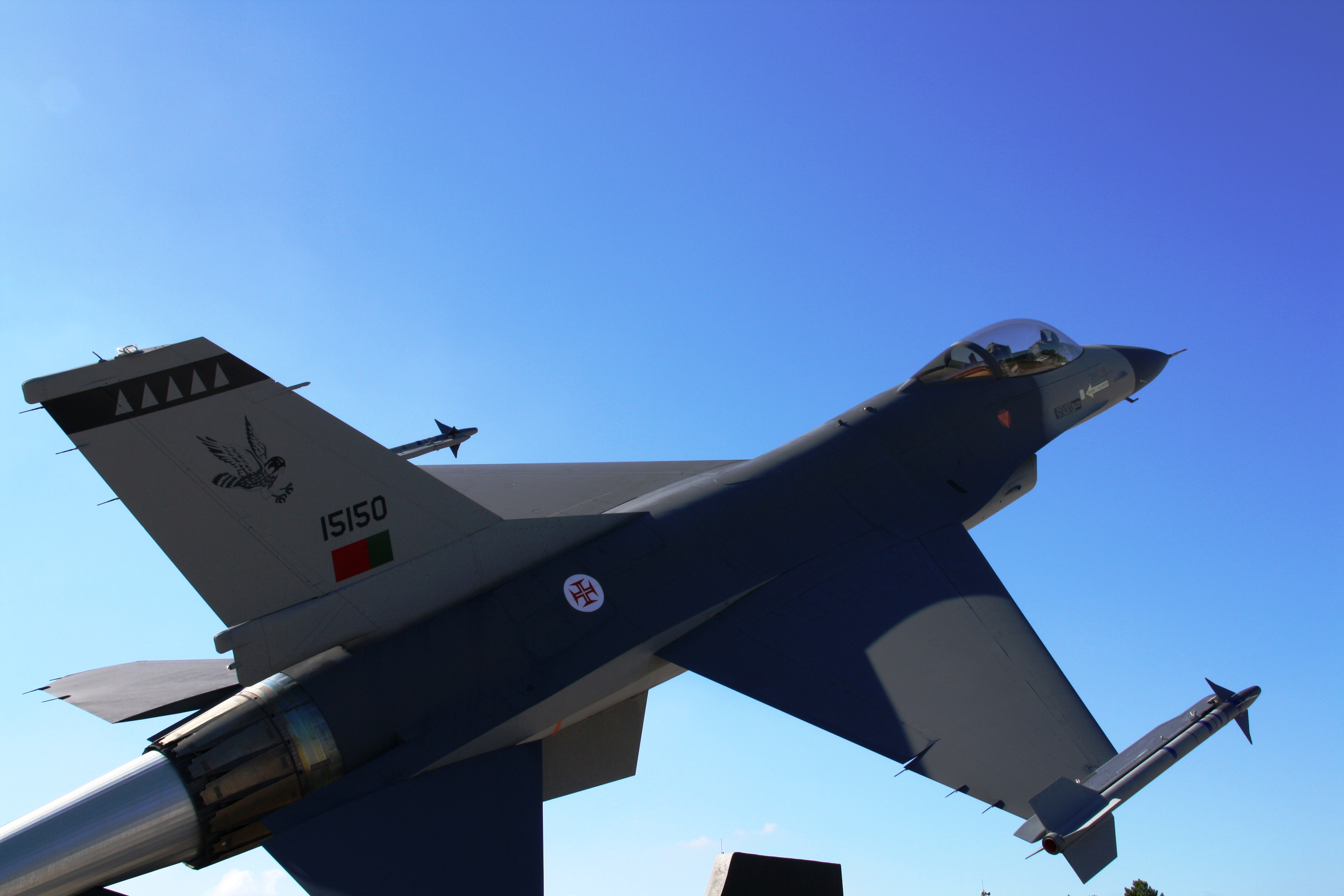
F-16A, Monte Real 2009

Die ersten zwanzig neugebauten der noch heute betriebenen F-16 wurde 1994 nach Portugal überführt, wobei der A-7 Betrieb hier erst 1999 endete, als Portugal weitere 25 gebrauchte F-16 von der USAF übernahm.
Beliebt ist dieser Luftwaffenstützpunkt bei allen europäischen NATO-Partnern bis zum heutigen Tage, da die Nähe des Atlantiks und des damit verbundenen internationalen Gewässers prädestiniert sind für Flug- und Luftkampfmanöver aller Art.
Vor allem der langjährige Erfahrungsschatz der Flieger der portugiesischen Luftwaffe mit der F-16 wird von den Piloten der anderen Nationen gerne genutzt um sich im Luftkampf zu messen. Als Beispiel sei angeführt das Manöver der belgischen Operational Conversion Unit (OCU) der Vliegbasis Kleine Brogel mit sieben F-16 im Januar 2007.

## Militärische Nutzung
Die Basis wird zurzeit (2013) wie folgt genutzt:
- Esquadra 201 Falcões (Falken) 301 Jaguares (Jaguare), ausgerüstet mit F-16A/AM/B/BM Fighting Falcon

Daneben gibt es einige nichtfliegende Einheiten.